# Vatroslav Jagić
Vatroslav Jagić (Varasd, 1838. július 6. – Bécs, 1923. augusztus 5.) horvát nyelvész, filológus, szlavista, egyetemi tanár. Kutatási területe a horvát nyelv szintaxisa, nyelvtana és története volt, emellett foglalkozott a régi egyházi szláv eredetével is. A modern szlavisztika egyik alapítójának tekintik, számos későbbi szlavista tudós tanult nála. A Magyar Tudományos Akadémia 1896-ban tiszteleti tagjává választotta.

## Életpályája
Varasdon született, az elemi iskolát és a középiskola első éveit itt végezte, az érettségit már Zágrábban tette le. Ezt követően Bécsbe költözött, ahol beiratkozott a Bécsi Egyetemre és Franc Miklošičnál tanult szlavisztikát. Doktori értekezését 1871-ben védte meg Lipcsében. Ezt megelőzően 1860-tól egy zágrábi középiskolában tanított horvát nyelvet és irodalmat. 1869-ben a Jugoszláv (ma: Horvát) Tudományos és Művészeti Akadémia rendes tagjává választották. 1871-ben Odesszába ment, hogy az ottani egyetemen tanítson szlavisztikát, majd 1874-ben a berlini Friedrich Wilhelm Egyetem első szlavisztikaprofesszora lett. Itt 1880-ig tanított, amikor is Pétervárra költözött, mivel az ottani egyetemen kapott professzori állást.
1886-ban visszatért Bécsbe, hogy átvegye egykori mentora, Franc Miklošič, professzori székét. Itt oktatott és kutatott 1908-as nyugdíjba vonulásáig. Tanítványai között volt a ruszinok kutatója, Hodinka Antal, de az ukrán költő Ivan Franko és a lengyel nyelvész Aleksander Brückner is. 1870-ben az Orosz Tudományos Akadémia, 1896-ban a Magyar Tudományos Akadémia választotta levelező, illetve tiszteleti tagjává. 1908-ban osztrák nemesi címet kapott. Bécsben hunyt el 1923-ban, de szülővárosában temették el.

## Tudományos munkássága
Első tanulmányait még középiskolai tanári időszakában jelentette meg. 1863-ban Josip Torbarral és Franjo Račkival megalapította a Književnik (Írástudó) című horvát nyelvű folyóiratot. A periodikában számos horvát nyelvvel, irodalommal és nyelvtörténettel foglalkozó írást adott közre. Főbb témakörei az igék, a paleográfia, a népi költészet és forrásai voltak. Berlini időszakában alapította meg (1871-ben) az Archiv für slavistische Philologie (A szláv filológia archívuma) című folyóiratot, amelynek negyvenöt évig volt szerkesztője. Második bécsi időszakában foglalkozott azzal a kérdéssel, hogy a szláv filológiáról enciklopédiát írjon. Ebből született az 1910-ben Pétervárott megjelent Istorija slavjanskoj filologii (A szláv filológia története) című munkája, amely összegezte az a szlavisztika fejlődését a kezdeti időszakoktól a 19. századig. Tudománytörténeti munkássága közé tartozik Jernej Kopitar horvát és Josef Dobrovský cseh szlavista levelezésének közreadása.
Ezenkívül foglalkozott a régi egyházi szláv eredettörténetével is. Bebizonyította, hogy az addigi felfogás téves, miszerint Pannóniából származik, és az a mai Macedónia déli részéből eredeztethető. 1900-ban Entstehungsgeschichte der kirchenslavischen Sprache (Az egyházi szláv nyelv keletkezéstörténete) címmel monográfiát jelentett meg a témában. Emellett Juraj Križanić domonkosrendi szerzetes életét is feldolgozta, aki a 17. század neves pánszlávista gondolkodója volt.

## Emlékezete
Halálát követően Bécs-Hietzingben és Horvátország több területén utcát neveztek el róla (Bécsben 1936-ban). Varasdon a központi parkot róla nevezték el, valamint Zágrábban a botanikus kerttel szemben emléktáblát állítottak emlékére. 1954-ben állították fel mellszobrát a Bécsi Egyetem díszudvarán. A szobor Ivan Meštrović munkája.
A Horvát Filológiai Társaság a négyévente megtartott kongresszusán adományozza oda a Vatroslav Jagić-díjat, amelyet azok a nem horvát nemzetiségű tudósok kaphatnak meg, akik a kroatiszitika és a szlavisztika területén értek el kiemelkedő eredményt. Két magyar díjazott is van Hadrovics László és Nyomárkay István személyében.

## Fontosabb munkái
- Historia književnosti naroda hrvatskoga i srpskoga (1867)
- Das Leben der Wurzel dê in den slawischen Sprachen (1870)
- Codex glagoliticus Zographensis (1879)
- Codex Marianus (1883)
- Istočniki dlja istorii slavjanskoj filologii (1885)
- Carminum christianorum versio paleoslovenica-rossica (1886)
- Missale glagoliticum Hervojae (1891)
- Entstehungsgeschichte der kirchenslavischen Sprache (1900)
- Istorija slavjanskoj filologii (1910)